# یورگ آهمان
یورگ آهمان (انگلیسی: Jörg Ahmann؛ زادهٔ february ۱۲, ۱۹۶۶ (۵۹ سال)) بازیکن والیبال، و بازیکن والیبال ساحلی اهل آلمان است.